# دروژینتسی
دروژینتسی (به بلغاری: Druzhintsi) یک منطقهٔ مسکونی در بلغارستان است که در شهرستان کیرکوفو واقع شده‌است.